# چشمه سفید (بردسکن)
چشمه سفید روستایی از توابع بخش انابد شهرستان بردسکن در استان خراسان رضوی ایران است.

## جمعیت
این روستا در دهستان درونه قرار دارد و براساس سرشماری مرکز آمار ایران در سال ۱۳۹۰، جمعیت آن ۶۱ نفر (۱۷ خانوار) بوده‌است.